# Книпович, Татьяна Николаевна
Татья́на Никола́евна Книпо́вич (27 мая 1896, с. Лыкошино, Новгородская губерния — июнь 1975, Ленинград) — советский историк-антиковед, археолог, эпиграфист, доктор исторических наук (1939), профессор ЛГУ.

## Биография
Родилась 27 мая 1896 г. в семье ученого-зоолога и океанолога, почетного академика Николая Михайловича Книповича (1862—1939). Семья Книповичей была близка к социал-демократическим большевистским кругам: сестра отца Лидия Михайловна Книпович («Дяденька») была активным членом РСДРП(б), поддерживала партийные и дружеские отношения с В.И Лениным, М. И. Ульяновой и Н. К. Крупской. В.И Ленин гостил у Н. М. Книповича. По стопам тети пошел брат Татьяны Борис («товарищ Борис»), также ставший членом партии.
Татьяна Николаевна окончила частные гимназии Э. П. Шаффе и М. Д. Могилянской, затем коммерческое училище П. А. Германа (с золотой медалью). Была слушательницей Высших женских курсов, поступила в Петроградский университет на исторический факультет. Специализировалась на истории и искусстве античности. Её учителями были О. Ф. Вальдгауер, А. А. Васильев, Ф. Ф. Зелинский, М. П. Максимова, М. И. Ростовцев. В 1918—1920 годах работала в библиотеке Академии Наук.
В 1920 г. окончила университет и начала работать регистратором в ГАИМК. Сначала была членом Южно-русской комиссии, потом перешла в Разряд Греко-римского искусства на должность научного сотрудника. В 1920—1921 годах преподавала историю и латынь в Первой Советской школе 2-го городского района. С 1924 года была помощником хранителя, затем заведующей эллинской секцией Эллино-Скифского отделения Государственного Эрмитажа. С 1926 года преподавала в Ленинградском университете сначала в должности приват-доцента, затем доцента, с 1940 года — профессора кафедры археологии истфака ЛГУ. Читала курсы «Прикладное искусство в греческих колониях северного побережья Чёрного моря», «Прикладное искусство позднего эллинистического периода». В 1938 году ей была присвоена степень кандидата наук, а в 1939 — доктора исторических наук по совокупности научных работ.
Во время войны была эвакуирована в Ташкент, принимала участие в археологических раскопках в районе строительства Фархадской ГЭС в Узбекистане. С 1948 года возглавляла Ленинградский отряд Ольвийской археологической экспедиции, занимавшийся раскопками Березани, Ольвии, боспорских городов, городищ и поселений на нижнем Дону.

## Семья
- Отец — Николай Михайлович Книпович (1862—1939), русский советский зоолог, океанолог, ихтиолог. Тётя, сестра отца, Лидия Михайловна Книпович (1856—1920), член РСДРП(б).
  - Брат — Сергей
  - Брат — Борис Николаевич Книпович («товарищ Борис», 1880—1924) — экономист и статистик, социал-демократ.
  - Сестра — Юлия

## Научная деятельность
Первым направлением научной работы стало исследование проблемы ориентализации императорской власти в Риме в III—IV вв. до н. э., взаимодействия её римских и восточных элементов. Основной вывод этих штудий: элементы оформившегося ко времени правления Диоклетиана политического строя существовали в Риме задолго до IV в. до н. э. Относительно эпохи, предшествующей правлению Диоклетиана, Книпович считала, что на представления о власти римского императора серьёзно повлияли восточные теории о монархах, как наместниках бога Солнца, в частности, культ Митры в Риме.
Второе направление научной деятельности было связано с археологическими и эпиграфическими материалами Северного Причерноморья. Работала с греческой керамикой и стеклом из Ольвии и Пантикапея. Впервые изучила группу краснолаковой керамики и выработала основу для её датировки. Работы Книпович позволили по-новому взглянуть на процесс колонизации Причерноморья, контакты греков и варваров в этом регионе. В 60-е годы занималась античной эпиграфикой, участвовала в подготовке «Корпуса боспорских надписей» (1965), «Надписей Ольвии (1917—1965)» (1968).

## Основные работы
- Три вазы стиля Вурва в Эрмитаже // Известия РАИМК. 1922. Т. 2. С. 165—176.
- Греко-персидские резные камни Эрмитажа // Сборник Гос. Эрмитажа. Вып. 3. 1925.
- К вопросу о торговых сношениях греков с областью р. Танаиса в VII—V вв. до н. э. // ГАИМК. М.; Л., 1934.
- Танаис. Историко-археологическое исследование. Л., 1949.
- Перистильный двор первых веков н. э. на территории римской цитадели в Ольвии (из работ Ольвийской экспедиции 1951 г.) // ВДИ. 1953. № 1. С. 183—188.
- Население Ольвии в VI—I вв. до н. э. по данным эпиграфических источников // МИА. № 50. 1956. С. 119—154.
- Два фрагмента мраморных плит с греческими надписями из Ольвии // КСИА. Вып. 95. 1963. С. 13—19.
- К вопросу о датировке ольвийского декрета в честь Протогена // ВДИ. 1966. № 2. С. 142—149.
- Греческое лапидарное письмо в памятниках Ольвии // НЭ. Т. VI. М., 1966. С. 3—30.
- Неизданные надписи из раскопок Ольвии // КСИА. Вып. 109. М., 1967. С. 27—30[4].

## Награды
- Орден Ленина (1953 г.)